# Incendierile de petrol din Kuweit

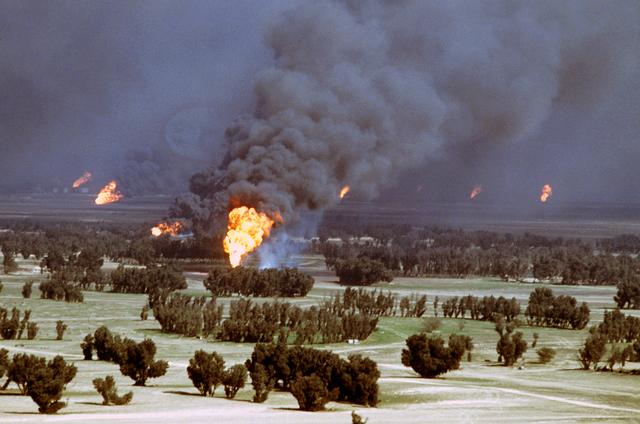
Incendierea puţurilor petroliere a afectat calitatea aerului, cauzând probleme respiratorii multor cetăţeni ai Kuweitului

Incendierile de petrol din Kuweit este numele sub care este cunoscut dezastrul ecologic din 1991, cauzat de trupele militare irakiene care se retrăgeau din Kuweit în cadrul Războiului din Golf.
Decizia distructivă a fost adoptată de Saddam Hussein care, conștient de înfrângere, dorea ca nimeni să nu mai poată beneficia de zăcămintele de petrol din zonă.
Au fost incendiate peste 600 de puțuri de petrol, iar flăcările au ars timp de câteva luni producând pagube considerabile, în special în cadrul ecosistemului.
Astfel, au apărut adevărate lacuri de petrol, au început să cadă ploi negre și au murit multe animale din cauza atmosferei infestate cu vapori petrolieri.
Toată zona Golfului Persic a fost acoperită de un amestec de gaze toxice acide (dioxid de carbon și hidrogen sulfurat, toate asociate cu afecțiuni respiratorii și cancer), funingine și cenușă.
Kuweitul a cheltuit 1,5 miliarde de dolari pentru a stopa incendiile, iar industria petrolieră a pierdut peste 5 miliarde de dolari, pe lângă peste un milion de barili de petrol mistuit de flăcări.